# Jean-Louis Burnouf
Jean-Louis Burnouf (født 14. september 1775 i Urville (Manche), død 8. maj 1844 i Paris) var en fransk filolog, far til Eugène Burnouf, farbror til Émile-Louis Burnouf. 
Burnouf blev 1807 lærer ved École Charlemagne, senere ved École normale, 1816 professor eloquentiae ved Collège de France, 1826 inspektør ved universitetet og 1830 generalinspektør for det højere undervisningsvæsen. Han blev medlem af Académie des inscriptions 1836 og universitetsbibliotekar 1840. 
Burnouf har væsentlige fortjenester af den højere undervisning, især de klassiske studier, i Frankrig; grundlæggende i så henseende er hans bog, Méthode pour étudier la langue grecque (1814; sidste udgave 1882); ligeså Méthode pour étudier la langue latine; Premiers principes de la grammaire latine. Berømt er hans oversættelse af Tacitus (6 bind, 1828-1832; sidste udgave 1881); desuden har han udgivet Plinius den yngres Panegyricus Traiani (1834; 3. udgave 1845).